# 1681
| 1681               |
| ------------------ |
| Dødsfald - Fødsler |
| • Begivenheder     |

| Gregoriansk kalender | 1681 MDCLXXXI           |
| Ab urbe condita      | 2434                    |
| Armensk kalender     | 1130 ԹՎ ՌՃԼ             |
| Kinesiske kalender   | 4377 – 4378 庚申 – 辛酉 |
| Etiopisk kalender    | 1673 – 1674             |
| Jødisk kalender      | 5441 – 5442             |
| Hindukalendere       |                         |
| - Vikram Samvat      | 1736 – 1737             |
| - Shaka Samvat       | 1603 – 1604             |
| - Kali Yuga          | 4782 – 4783             |
| Iransk kalender      | 1059 – 1060             |
| Islamisk kalender    | 1092 – 1093             |

Konge i Danmark: Christian 5. 1670-1699
Se også 1681 (tal)

## Begivenheder
- 4. marts - William Penn udnævnes af Karl 2. af England til guvernør af Pennsylvania
- 15. marts - den første tilladelse til at drive tandlæge-håndværk blev givet i Danmark
- 25. juni - i København opsættes landets første tranlamper som gadebelysning. I alt 500 tranlamper bliver sat op på malede træpæle
- 29. juni rejser Kong Christian den 5. fra København kl. 03.00, og ankommer i Kolding kl. 22.00. En bedrift, der blev kendt viden om. Christian den 5. kunne i det hele taget lide at rejse – og rejse hurtigt

## Født
- 14. marts – Georg Philipp Telemann, tysk komponist (død 1767).
- august – Vitus Jonassen Bering, dansk søfarer (død 1741).

## Dødsfald
- 9. januar - Anne Gøye, dansk adelsdame og bogsamler (født 1609).